# Cachoeira de Pajeú
Pour les articles homonymes, voir Cachoeira.
Cachoeira de Pajeú est une municipalité brésilienne de l'État du Minas Gerais et la microrégion de Pedra Azul.